# Бабенко, Матвей Михайлович
Матвей Михайлович Бабенко (род. 28 октября 2005, Уфа) — российский хоккеист, нападающий.

## Биография
Воспитанник «Салавата Юлаева». В сезоне 2021/22 дебютировал в команде МХЛ «Толпар». В сентябре 2023 года провёл восемь матчей за «Салават Юлаев» в КХЛ, затем — 23 игры за «Торос» в ВХЛ. 15 июля 2024 года было объявлено, что Бабенко был дисквалифицирован РУСАДА в числе ещё шестерых хоккеистов «Толпара» после того, как в их пробах был найден запрещённый мельдоний.